# Ronde van het Baskenland 2004
De Ronde van het Baskenland 2004 werd gehouden van 5 april tot en met 9 april in Spanje. Het was de 44ste editie van deze wielerkoers, die ditmaal 75 uitvallers telde.

## Etappe-overzicht
| etappe | datum   | start           | finish          | afstand | winnaar            | klassementsleider  |
| ------ | ------- | --------------- | --------------- | ------- | ------------------ | ------------------ |
| 1e     | 5 april | Bergara         | Bergara         | 139 km  | Alejandro Valverde | Alejandro Valverde |
| 2e     | 6 april | Bergara         | Zalla           | 180 km  | Beat Zberg         | Danilo Di Luca     |
| 3e     | 7 april | Zalla           | Vitoria-Gasteiz | 169 km  | Carlos Zarate      | Alejandro Valverde |
| 4e     | 8 april | Vitoria-Gasteiz | Lekunberri      | 182 km  | Denis Mensjov      | Denis Mensjov      |
| 5e     | 9 april | Lekunberri      | Lazkao          | 88 km   | Jens Voigt         | Denis Mensjov      |
| 6e     | 9 april | Lazkao          | Lazkao          | 8,5 km  | Bobby Julich       | Denis Mensjov      |

## Eindklassementen
| Plaats    | Naam                | Ploeg                      | Tijd      |
| --------- | ------------------- | -------------------------- | --------- |
| Gele trui | Denis Mensjov       | Illes Balears-Banesto      | 19u25'46" |
| 2         | Iban Mayo           | Euskaltel-Euskadi          | + 21"     |
| 3         | David Etxebarria    | Euskaltel-Euskadi          | + 22"     |
| 4         | Bobby Julich        | Team CSC                   | + 30"     |
| 5         | Levi Leipheimer     | Rabobank                   | + 34"     |
| 6         | Alejandro Valverde  | Comunidad Valenciana       | + 39"     |
| 7         | Floyd Landis        | US Postal Service          | + 43"     |
| 8         | Samuel Sánchez      | Euskaltel-Euskadi          | + 47"     |
| 9         | Koldo Gil           | Liberty Seguros            | + 49"     |
| 10        | Jorge Ferrío        | Costa de Almeria-Paternina | + 1' 02"  |
|           |                     |                            |           |
| 58        | Jurgen Van De Walle | Chocolade Jacques W-N      | + 22' 53" |
| 59        | Thorwald Veneberg   | Rabobank                   | + 24' 09" |

| Plaats      | Naam               | Ploeg                 | Punten |
| ----------- | ------------------ | --------------------- | ------ |
| Groene trui | Alejandro Valverde | Comunidad Valenciana  | 73     |
| 2           | Denis Mensjov      | Illes Balears-Banesto | 61     |
| 3           | Danilo Di Luca     | Saeco                 | 57     |

| Plaats    | Naam            | Ploeg                 | Punten |
| --------- | --------------- | --------------------- | ------ |
| Rode trui | Jens Voigt      | Team CSC              | 60     |
| 2         | Unai Etxebarria | Euskaltel-Euskadi     | 49     |
| 3         | Denis Mensjov   | Illes Balears-Banesto | 17     |

| Plaats     | Naam              | Ploeg                 | Punten |
| ---------- | ----------------- | --------------------- | ------ |
| Witte trui | Jens Voigt        | Team CSC              | 23     |
| 2          | Unai Etxebarria   | Euskaltel-Euskadi     | 15     |
| 3          | José Luis Arrieta | Illes Balears-Banesto | 5      |

| Plaats | Ploeg                         | Tijd      |
| ------ | ----------------------------- | --------- |
|        | Euskaltel-Euskadi             | 58u18'49" |
| 2      | Team CSC                      | + 22"     |
| 3      | US Postal Service-Berry Floor | + 3' 31"  |

Mannen:
1924 · 1925 · 1926 · 1927 · 1928 · 1929 · 1930 · 1931–1934 · 1935 · 1936–1968 · 1969 · 1970 · 1971 · 1972 · 1973 · 1974 · 1975 · 1976 · 1977 · 1978 · 1979 · 1980 · 1981 · 1982 · 1983 · 1984 · 1985 · 1986 · 1987 · 1988 · 1989 · 1990 · 1991 · 1992 · 1993 · 1994 · 1995 · 1996 · 1997 · 1998 · 1999 · 2000 · 2001 · 2002 · 2003 · 2004 · 2005 · 2006 · 2007 · 2008 · 2009 · 2010 · 2011 · 2012 · 2013 · 2014 · 2015 · 2016 · 2017 · 2018 · 2019 · 2020 · 2021 · 2022 · 2023 · 2024 · 2025
Vrouwen: 
2022 · 2023 · 2024 · 2025